# Euspilotus patagonicus
Euspilotus patagonicus är en skalbaggsart som först beskrevs av Blanchard 1843.  Euspilotus patagonicus ingår i släktet Euspilotus och familjen stumpbaggar. Inga underarter finns listade i Catalogue of Life.